# U-15号潜艇 (1911年)
陛下之15号潜艇是德意志帝国海军建造的一艘潜艇或称U艇。它由但泽的帝国船厂承建，于1911年9月18日下水，至1912年7月7日交付使用。U-15号是在第一次世界大战海战期间服役的329艘德国潜艇之一，但在德国的首次巡逻中，该艇便于1914年8月9日在苏格兰的费尔岛附近海域遭英国轻巡洋舰伯明翰号撞击而沉没，成为第一艘被敌舰击沉的U艇。

## 历史
U-15号是由德意志帝国海军于1909年2月23日向但泽的帝国船厂订购。艇只于1911年9月18日下水，至1912年7月7日交付使用。
第一次世界大战爆发后，U-15号于1914年8月6日连同另外9艘德国潜艇从黑尔戈兰海军基地出发，展开针对英国的首次巡逻。它们以每9海里（17）一艇的距离排成警戒线，渴望遭遇预测中的英国皇家海军舰艇，但一无所获。编队继续向北推进，以期在设得兰群岛和卑尔根之间与英舰相遇。8月8日晚些时候，U-15号因发动机故障被迫停在苏格兰费尔岛海岸附近的海面上，并在此发现了正在进行演习的英国战列舰阿贾克斯号、君主号和俄里翁号。时任艇长、海军上尉理夏德·波勒遂指挥U-15号向君主号接近并发射鱼雷，但未能命中。这次攻击未遂使英舰提高了警戒等级。傍晚前，U-15号试图再次发起攻击，英军旗舰铁公爵号和无畏号都报告发现伸出水面的潜望镜。它们立即调转航向撞了过去，但水下的U-15号轻松避开。开战以来德国潜艇与英国水面舰艇的首次交锋以平局结束。
8月9日清晨，英国第1轻巡洋分舰队编队在战列舰群面前组成警戒幕，重点防范来自水下的威胁。在浓重的晨雾中，受命上前侦察的轻巡洋舰伯明翰号突然发现U-15号正悄无声息地漂泊在海面上，但其舰桥上并未设置瞭望哨。当时，船员试图修理受损的发动机，潜艇内传出阵阵锤击声。伯明翰号舰长亚瑟·达夫下令立即向U-15号逼近，并近距离开火，但未能命中。当U-15号试图潜入水中规避攻击时，达夫又命令他的巡洋舰全速撞击潜艇，将其撞成两半。两段艇体在58°22′N 0°58′E / 58.367°N 0.967°E的海面漂浮了一阵后便沉入海底，艇内23名船员全数阵亡。U-15号就此成为第一次世界大战期间首艘被敌舰击沉的U艇。

## 脚注
1. ↑  Helgason, Guðmundur. . German and Austrian U-boats of World War I - Kaiserliche Marine - Uboat.net.   [15 March 2015].
2. ↑  Gröner 1991，第4–5頁.
3. 1 2  陈进，第5頁.
4. ↑  Helgason, Guðmundur. . German and Austrian U-boats of World War I - Kaiserliche Marine - Uboat.net.   [25 August 2006].